# Sara de Lebu
Sara de Lebu es una localidad ubicada en la comuna chilena de Los Álamos, al centro de la provincia de Arauco, en la Región del Biobío, a unos 16 km en ruta al sur del centro urbano comunal, además de unos 9 km de distancia en línea recta con el océano Pacífico. 

## Historia
Uno de sus habitantes más ilustres durante la segunda mitad del siglo XX fue el sacerdote jesuita José Mariano Campos Menchaca, conocido como el «Padre Campito», quien realizó obras de evangelización como misionero desde su llegada a la comuna en 1955, trasladándose a vivir a Sara de Lebu a partir de 1975, donde escribió libros de historia narrando sus experiencias especialmente sobre la convivencia con las comunidades indígenas del sector,  promoviendo su integración social y alfabetización preservando y respetando los aspectos culturales de su cosmovisión dentro del cristianismo. En su honor la escuela rural de la localidad lleva su nombre.
Ya en el siglo XXI y debido a su ubicación estratégica cercana a la localidad de Antihuala, a la caleta pesquera de Pangue y a la comuna vecina de Cañete, el sector ha experimentado un pequeño pero significativo desarrollo urbano, con el aumento sostenido de parcelas de agrado para uso residencial a las afueras de la zona urbana entre las comunas de Los Álamos y Cañete se ha visto mejorada la vialidad con la pavimentación y asfaltado de caminos, el incremento del alumbrado público y el acceso al agua potable rural a través de comités. Asimismo, como parte del conflicto en la Araucanía han surgido algunos incidentes con el intento de tomas ilegales de predios privados en el sector por parte de comuneros mapuche, quienes aducen una «recuperación ancestral de territorios».

## Demografía
Existe un importante número de habitantes pertenecientes al pueblo mapuche, como también de origen mestizo y criollo chileno. A través de la evangelización ejercida fuertemente por los jesuitas, los habitantes de la localidad han sabido convivir de manera armoniosa y sostenenidamente en el tiempo, sin mayores conflictos por su origen étnico u otras religiones cristianas, especialmente del ala evangélica.

## Festividades y celebraciones locales
En las comunidades mapuche se celebra cada año en la segunda quincena de junio el We Tripantu, que corresponde al año nuevo en dicha cultura, demarcado por el solsticio de invierno.
En marzo de 2017 se celebró en la localidad la primera Fiesta de la Papa, evento que busca rescatar las tradiciones campesinas vinculadas a la siembra, cosecha y elaboración de productos gastronómicos con dicho tubérculo.
Cada año a fines de diciembre la parroquia San Juan María Vianney de Los Álamos organiza una peregrinación juvenil desde su templo situado en el área urbana comunal hasta Sara de Lebu, con motivo de la celebración del nacimiento de Jesucristo, donde también participan jóvenes de otras comunas de la provincia.